# Chris Wright (cestista 1988)
Chris Wright (Trotwood, 30 settembre 1988) è un ex cestista statunitense.

## Palmarès

### Squadra
- Campionato israeliano: 1

Maccabi Rishon LeZion: 2015-16

### Individuale
- Campione NIT (2010)
- All-NBDL Second Team (2014)
- All-NBDL Third Team (2013)
- All-NBDL All-Defensive First Team (2013)
- All-NBDL All-Defensive Second Team (2014)
- NBDL All-Star (2014)